# Колывань (Самарская область)
Колыва́нь — село в Красноармейском районе Самарской области. Административный центр сельского поселения Колывань.

## География
Село находится на расстоянии примерно 19 км (по прямой) к северу от села Красноармейское, административного центра района.

### Часовой пояс
Село Колывань, как и вся Самарская область, находится в часовой зоне МСК+1. Смещение применяемого времени относительно UTC составляет +4:00.

## История
Село известно с 1832 года. В 1850 году построена была деревянная церковь. В советское время работали колхозы «Дружба» и «Россия», совхоз имени Жданова.

## Население
| 2010 |
| ---- |
| 888  |

### Национальный состав
Согласно результатам переписи 2002 года, в национальной структуре населения русские составляли 84 % из 907 чел.

## Улицы
| - ул. Дружбы, - ул. Казанская, - ул. Лиманская, - ул. Мостовая, - ул. Набережная, | - ул. Новый план, - пер. Озёрный, - ул. Пушкина, - ул. Северная, - ул. Советская, | - пер. Специалистов, - пер. Спортивный, - ул. Старолиманская, - ул. Школьная, - ул. Шоссейная. |